# معتز السويفي
معتز السويفي، ممثل مصري .

## عن حياته
ممثل مصري له العديد من الأعمال التلفزيونية والسينمائية

## من أعماله

### المسلسلات
- ولاد السيدة
- مولد وصاحبه غايب
- فيفا أطاطا
- الإمام الغزالي
- بابا نور

### الأفلام
- حصالة
- الفاجومي

### المسرحيات
- كوميديا الاحزان
- هي في حياة الرسول
- جلجاميش
- عبور وانتصار 2017

### سهرات تلفزيونية
- الظالم والمظلوم
- الدرب الجديد
- سر المهنة

## روابط خارجية
- معتز السويفي على موقع الدهليز
- معتز السويفي على موقع قاعدة بيانات الأفلام العربية